# Distretto di Inkawasi
Il distretto di Inkawasi è uno degli undici distretti della  provincia di La Convención, in Perù. Si trova nella regione di Cusco.